# Sa sâm Việt
Rau Sa sâm hay còn gọi sa sâm nam, hải cúc trườn (danh pháp khoa học: Launaea sarmentosa) là một loài thực vật có hoa trong họ Cúc. Loài này được (Willd.) Sch.Bip. ex Kuntze mô tả khoa học đầu tiên năm 1891.